# 第二作法
第二作法（だいにさほう、イタリア語: Seconda pratica）は、第一作法の対義語で、クラウディオ・モンテヴェルディとジョヴァンニ・マリア・アルトゥージとの論争の中で用いられた。モンテヴェルディは、厳格な対位法を重んじ不協和音を制限するジョヴァンニ・ダ・パレストリーナやジョゼッフォ・ツァルリーノの第一作法から離れて、より自由な表現を重んじる初期バロック音楽を擁護し、これを第二作法と名付けた。
第二作法の同義語に「現代様式（stile moderno）」という語があり、代表的な作曲家にジュリオ・カッチーニがいる。カッチーニは『新しい音楽（Le nuove musiche）』という曲集で、独唱または重唱に器楽の伴奏を伴うモノディという様式を用いている。また装飾音も多用し、さらに通奏低音の初期の形も見られる。

## 文献
- Selfridge-Field, Eleanor (1990). "'Two Practices, Three Styles’: Reflections on Sacred Music and the Seconda Prattica" in The Well-Enchanting Skill: Music, Poetry, and Drama in the Culture of the Renaissance: Essays in Honour of F. W. Sternfeld), ed. John Caldwell, Edward Olleson, Susan Wollenberg. Introduction by Sir Michael Tippett". Oxford: Clarendon Press. pp. 53–64.
- Hanning, Barbara Russano (1998). Concise History of Western Music (1st edition ed.). New York: W.W. Norton. ISBN 0-393-97168-6.